# Brachylophon
A Brachylophon a Malpighiales rendjébe és a malpighicserjefélék (Malpighiaceae) családjába tartozó nemzetség.

## Rendszerezés
A nemzetségbe az alábbi 2 faj tartozik:
- Brachylophon anastomosans Craib
- Brachylophon curtisii Oliv.